# Черносвитов, Кирилл Кириллович

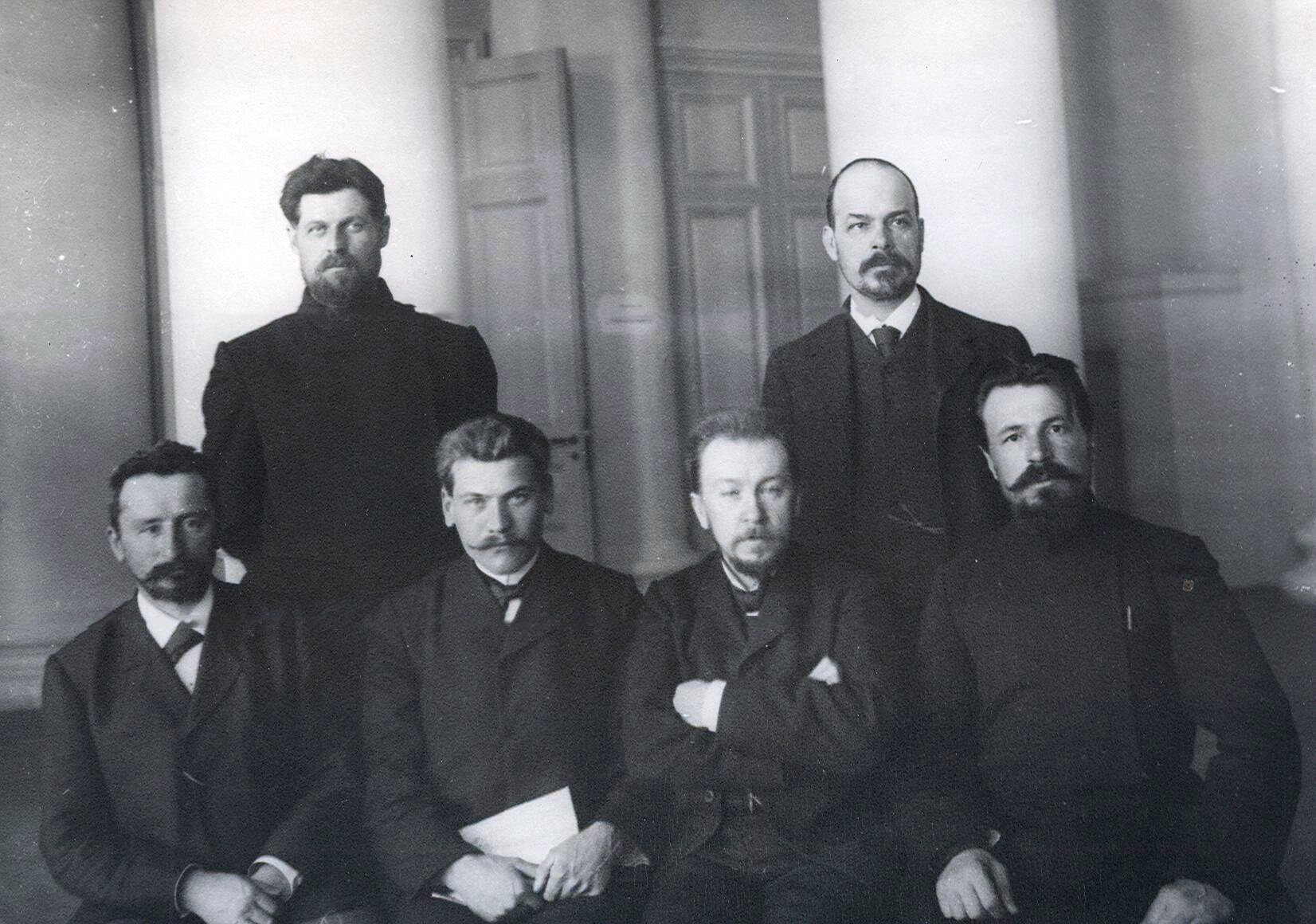
Депутаты 2-й Государственной Думы от Владимирской губернии, слева направо, сидят : К. К. Черносвитов, Н. А. Жиделёв, Н. М. Иорданский, Ф. П. Герасимов; стоят — Г. И. Ситников и А. О. Горев.

Справка о реабилитации

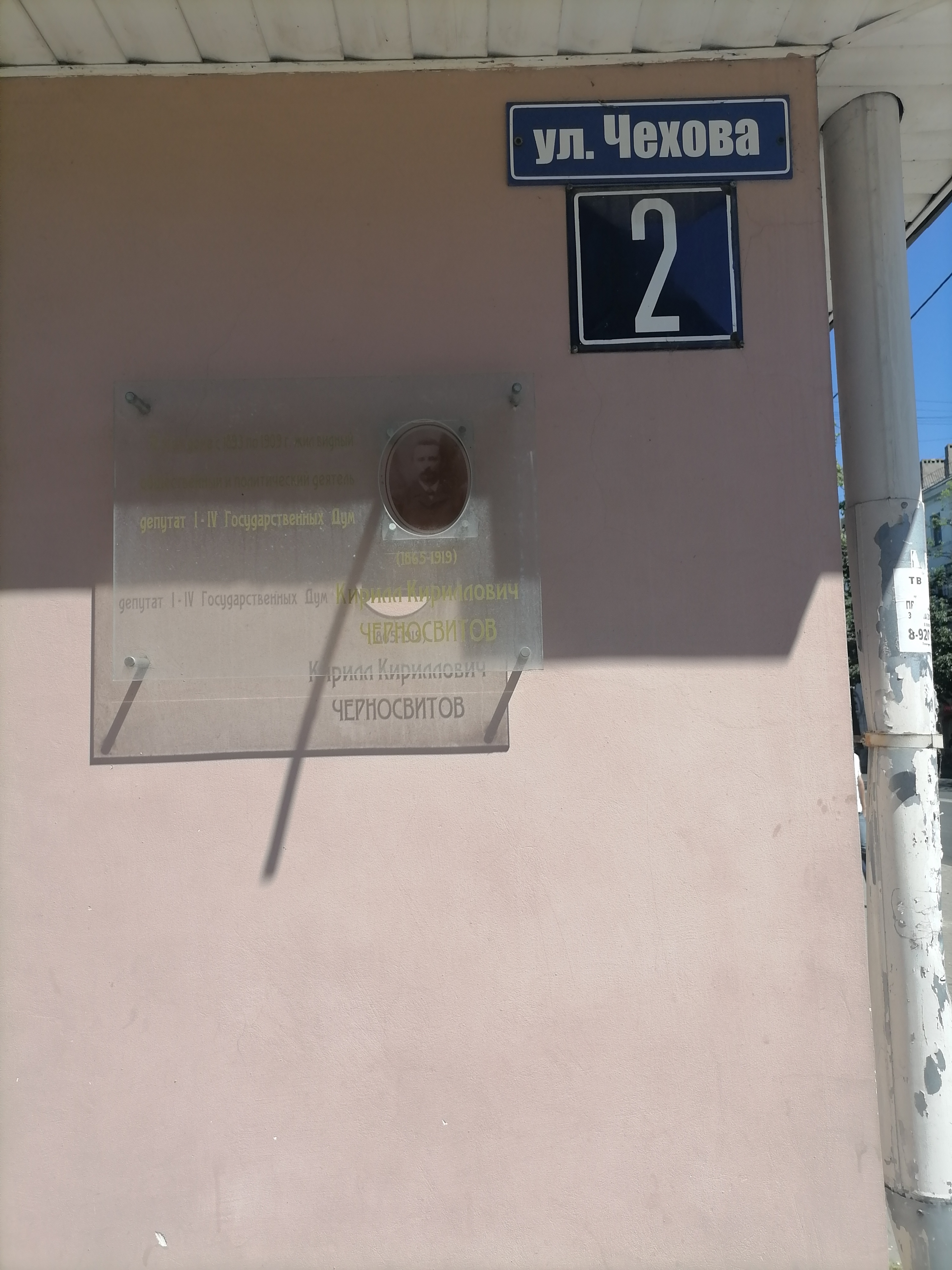
Мемориальная доска во Владимире

Кирилл Кириллович Черносвитов (6 (18) февраля 1866, Пошехонский уезд Ярославской губернии — 23 сентября 1919, Москва) — российский политический деятель; депутат Государственной думы Российской империи всех четырёх созывов.

## Биография
Родился в дворянской семье, был девятым ребёнком из 10 детей.
Владелец имения «Приютное» в Ярославской губернии.
Окончил Императорское училище правоведения (48 выпуск, 16 мая 1887 года. Выпущен IX классом Табели о рангах) вместе с двумя братьями своей будущей жены — Сергеем и Иваном Зейфартами. Служил в пятом департаменте Сената, затем был товарищем прокурора и членом Владимирского окружного суда. Статский советник.
Активно занимался общественной деятельностью, был членом правления владимирской публичной библиотеки, одним из учредителей общества взаимопомощи учителей. Публиковался в «Русских ведомостях», журнале «Юридический вестник». Был ярким оратором. Во Владимирской губернии получил известность как заядлый велосипедист. После ухода с должности члена окружного суда продолжил юридическую деятельность в качестве присяжного стряпчего.
С 1905 года член Конституционно-демократической партии (Партии народной свободы). За членство в оппозиционной партии власти хотели сместить его с должности, но этому помешало его избрание депутатом. Входил в состав Центрального комитета партии.
Посвящён в масонство вскоре после создания первой масонской ложи в Петербурге, Великого востока Франции — «Полярная звезда» (1906 год). Затем занимал должность оратора в петербургской ложе «Северное сияние». После создания Великого востока народов России возглавил собственную ложу.
В 1906—1912 годах член Государственной думы I, II, III созывов от Владимирской губернии. Жил в доме на углу Большой Московской и Зелёно-Ильинской улиц (ныне — д. 2 по улице Чехова, на доме — мемориальная доска).
На дополнительных выборах в 1913 году избран членом IV Государственной думы (от Ярославской губернии) на место отказавшегося депутата кн. Д. Д. Урусова), входил в состав кадетской фракции. Был членом комиссий по запросам (в I думе), по Наказу и по запросам (во II Думе), по Наказу, бюджетной и судебным реформам (в III Думе), редакционной, по судебным реформам, о замене сервитутов в Варшавском генерал-губернаторстве и в Холмской губернии, о печати, об обязательственном праве, бюджетной, по местному самоуправлению (в IV Думе).
23.4.1916 по рекомендации А. В. Карташёва был принят в Религиозно-философское общество в Петрограде.
Награды, полученные к 1914 году, — Святой Анны 2-й степени и Святого Станислава 3-й степени.
В марте 1917 года был комиссаром Временного комитета Государственной думы в Главном управлении почт и телеграфов. Осенью 1917 года входил в состав Временного совета Российской республики («Предпарламента»), с сентября был членом Чрезвычайной следственной комиссии для расследования противозаконных по должности действий бывших министров, главноуправляющих и других высших должностных лиц. В 1917 году кандидат в члены Учредительного собрания по Владимирскому избирательному округу (список № 1 от Партии Народной свободы), но избран не был.
В 1918 году вошёл в состав либеральной антибольшевистской организации «Национальный центр», был одним из руководителей её подпольной работы в Петрограде. При его содействии участники Ярославского восстания получали подложные документы и могли продолжить борьбу против советской власти. Передавал в Москву главе «Национального центра» Н. Н. Щепкину разведывательные данные о 7-й советской армии, оборонявшей Петроград. На квартире Черносвитова собирались участники подпольной организации.
Был арестован в Москве и заключён в Бутырскую тюрьму. По другим сведениям был арестован в ноябре 1918 года во время чекистской облавы в книжной лавке на Невском проспекте. В тюрьме состояние его здоровья резко ухудшилось. Врач, осматривавший Черносвитова, отметил: «В тюрьме пребывать не может. Сильный отек, вода в животе». Расстрелян конце декабря 1919 года в Бутырской тюрьме.
Реабилитирован в 1992 году.

## Семья
- Жена — Надежда Александровна, урождённая Зейфарт, родилась 12 января 1870 года. Дочь старейшего преподавателя черчения и съёмки Николаевской академии Генерального штаба, и. д. начальника академии в 1914—1915 годах, генерал-лейтенанта Александра Александровича Зейфарта (1835—1918). К. К. Черносвитов являлся свояком Алексея Ивановича Путилова — товарища (заместителя) министра финансов И. П. Шипова в кабинете С. Ю. Витте с 28 октября 1905 по 24 апреля 1906, крупнейшего предпринимателя предреволюционной России, председателя правления Русско-Азиатского банка в Санкт-Петербурге (1910—1917), в Париже (1918—1926).
  - Сын — Кирилл (родился 16 августа 1891). В 1916—1917 годах — сотрудник филиала Русско-Азиатского банка в Шанхае (Китай).
  - Дочь — Надежда (17 октября 1892 — 8 января 1920), первая жена академика Петра Леонидовича Капицы. Умерла от испанки вместе с двумя детьми: Иеронимом (22 июня 1917 — 13 декабря 1919) и Надеждой (6 января 1920 — 8 января 1920).
- Брат — Константин (1858—1921) — первый губернский комиссар Временного правительства в Ярославской губернии.